# Marcus Johansson
Marcus Johansson (ur. 6 października 1990 w Landskronie) – szwedzki hokeista, reprezentant Szwecji, olimpijczyk.
Jego brat Martin (ur. 1987) także został hokeistą.

## Kariera
- Malmö J18 (2005-2006)
- Skåne (2006)
- Färjestad J18 (2003-2006)
  -  Skåre BK (2007-2008)
- Färjestad BK (2008-2010)
- Hershey Bears (2010)
- Washington Capitals (2010-2017)
  -  BIK Karlskoga (2012-2013)
- New Jersey Devils (2017-2019)
- Boston Bruins (2019-)
- Minnesota Wild (2020-2021)
- Seattle Kraken (2021-2022)
- Washington Capitals (2022-)

Wychowanek klubu IF Lejonet. W drafcie NHL z 2009 został wybrany przez Washington Capitals (runda 1, numer 24). Od maja 2010 zawodnik tego klubu w lidze NHL. Ponadto w KHL Junior Draft w 2010 wybrany przez SKA Sankt Petersburg (runda 6, numer 133). Od końca października 2012 do początku stycznia 2013 roku na okres lokautu w sezonie NHL (2012/2013) związany kontraktem z BIK Karlskoga. We wrześniu 2013 przedłużył kontrakt z Washington Capitals o dwa lata. W kwietniu 2017 prawa zawodnicze do Johansson w ramach KHL nabył klub CSKA Moskwa od SKA Od lipca 2017 zawodnik New Jersey Devils. Pod koniec lutego 2019 został przetransferowany do Boston Bruins. We wrześniu 2020 przeszedł do Minnesota Wild, w sierpniu 2021 do Seattle Kraken, a w marcu 2022 do Washington Capitals.
Uczestniczył w turnieju zimowych igrzysk olimpijskich 2014.

## Sukcesy
Reprezentacyjne
- Srebrny medal mistrzostw świata juniorów do lat 20: 2009
- Brązowy medal mistrzostw świata juniorów do lat 20: 2010
- Srebrny medal zimowych igrzysk olimpijskich: 2014

Klubowe
- Złoty medal mistrzostw Szwecji: 2009 z Färjestad
- Mistrzostwo dywizji NHL: 2011